# Coscinia pseudozatima
Coscinia pseudozatima är en fjärilsart som beskrevs av Krulikovski 1911. Coscinia pseudozatima ingår i släktet Coscinia och familjen björnspinnare. Inga underarter finns listade i Catalogue of Life.